# 6700 Kubišová
A 6700 Kubisova (ideiglenes jelöléssel 1988 AO1) a Naprendszer kisbolygóövében található aszteroida. Zdenka Vávrová fedezte fel 1988. január 12-én.